# Kappo
Con il termine Kappo (活法?, kappō, "tecniche di risuscitazione") si intendono le tecniche di rianimazione, comunemente utilizzate nelle arti marziali giapponesi come Jujutsu e Judo, basandosi sul principio Seiryoku Saizen Katsuyo (“il miglior uso dell'energia”).
In particolare si sono diffuse nel periodo Sengoku nelle ryū Muso Ryū, Yoshin Ryū, Shinmyo Ryū, Katsusatsu Ryū, Shibukawa Ryū e Tenshin Shin'yō-ryū.
Con il termine kappo ci si riferisce a tecniche che sarebbero in grado di rianimare una persona che ha subito ad esempio uno strangolamento e sono praticate nel Judo e Jujutsu. Le tecniche, chiamate katsu o kuatsu, erano considerate arti segrete, motivo per cui venivano tramandate oralmente dal sensei ai suoi allievi (ai quali era proibito tramandarle senza permesso) e sono divise in: So Katsu (Metodo misto, una sua variante è detta jinzo-katsu, cioè Metodo dei reni), Eri Katsu (Metodo del bavero), Tanden-katsu (Metodo del basso addome), Dekishi (detto anche Sushi-katsu, trattamento per vittime di annegamento), Sasoi Katsu (Metodo induttivo), Ura Katsu, Se Katsu, Ishi Katsu (trattamento manuale), Asshi Katsu, Enshi Katsu, Kogan Katsu (Ko Katsu o Inno Kappo, detto Metodo dei testicoli).